# Młyny (województwo świętokrzyskie)
Młyny – wieś w Polsce, położona w województwie świętokrzyskim, w powiecie buskim, w gminie Busko-Zdrój.
W latach 1975–1998 miejscowość administracyjnie należała do województwa kieleckiego.
Miejscowość położona jest w północnej części gminy Busko-Zdrój. Około 10 km od Buska-Zdroju, na pograniczu gmin Chmielnik i Pińczów. Wieś znajduje się na terenie Szanieckiego Parku Krajobrazowego, w zachodniej części Kotliny Borzykowskiej. Wzdłuż wsi od przysiółka Pomyków płynie rzeczka zwana „Bród”, ale powszechnie używana jest nazwa „Potok Pomykowski”. Płynie ona przez kotlinę Borzykowską i wpada do Sanicy w rejonie wsi Palonki.
Nazwa wsi pochodzi od znajdujących się i działających we wsi 5 młynów wodnych wybudowanych nad Potokiem Pomykowskim i dlatego wieś otrzymała nazwę „Młyny”. W latach 1470–1480 pisano nazwę wsi „Mlini”.

## Integralne części wsi
| SIMC    | Nazwa      | Rodzaj    |
| ------- | ---------- | --------- |
| 0232302 | Piasek     | część wsi |
| 0232319 | Psia Górka | część wsi |
| 0232325 | Ściegna    | część wsi |
| 0232331 | Wschodnia  | część wsi |

## Historia
W XV wieku wieś należała do Krzesława z Kurozwęk herbu Róża a później do Wojciecha Padniewskiego. Następnie weszła w skład Ordynacji Myszkowskich. Pierwszym jej dziedzicem po rozpadzie ordynacji w 1813 roku był Jan Olrych Szaniecki, a kolejnymi m.in.: Józef Lubowidzki, Aniela Florentyna Kobylańska i Leokadia Sielska. Na terenie wsi znajdował się dwór, datowany na przełom XVIII i XIX. Do dworu należały wówczas trzy osady młynarskie, każda złożona z młyna, stodół, chlewów, mieszkania młynarza, jak również funkcjonowała cegielnia. Do dziś z zespołu dworskiego nic nie pozostało. W 1827 r. wieś Młyny posiadała 46 domów i 360 mieszkańców.
W 1864 roku car Aleksander II Romanow wydał dekret o uwłaszczeniu włościan w Królestwie Polskim. Na mocy tego dekretu zniesiono pańszczyznę, a wieś Młyny stała się własnością mieszkających w niej rolników.
Folwarki w Młynach i Pomykowie posiadały 1170 mórg z czego grunty orne i ogrody stanowiły 627 mórg, łąki -121 mórg, pastwiska – 117, powierzchnie stawów wynosiły 11 mórg, lasu 197 mórg. W Młynach występowały pokłady torfu i wapienia.
W roku 1917 w miejscowości Młyny powstała szkoła podstawowa i świetlica. 10 listopada 1937 roku została przemianowana na Publiczną Szkołę Powszechną pierwszego stopnia. Mieściła się w małym budynku, na miejscu której obecnie funkcjonuje remiza OSP i świetlica wiejska. W okresie okupacji hitlerowskiej obok szkoły powszechnej, w Młynach działała filia Rolniczej Szkoły Zawodowej Busku-Zdroju.
W 1968 roku została wybudowana w miejscowości nowa szkoła. W roku 2000 ze względów oszczędnościowych i ze względu na małą liczbę uczniów została ona zamknięta. W budynku utworzono mieszkania komunalne dla 9 rodzin. 
W odrębnym budynku działa do dziś Ochotnicza Straż Pożarna w Młynach, która powstała w 1928 roku. Jej założycielką była nauczycielka Waleria Merwidówna. Strażacy z Młynów początkowo zbierali się w budynku szkoły, który po roku 1968 przejęli na własność. W 1974 roku otwarto nową strażnicę, w której znajdują się dwie sale, garaż, kotłownia i kuchnia. OSP Młyny liczy ponad 40 członków. W roku 2010 odbyły się w Młynach Dożynki Gminne. W 2013 roku miał miejsce jubileusz 85-lecie OSP Młyny połączony z nadaniem sztandaru dla tutejszej jednostki.
Wieś liczy około 156 domów i ponad 500 mieszkańców.